# John Hiatt
Pour les articles homonymes, voir Hiatt.
 (novembre 2020).
Si vous disposez d'ouvrages ou d'articles de référence ou si vous connaissez des sites web de qualité traitant du thème abordé ici, merci de compléter l'article en donnant les références utiles à sa vérifiabilité et en les liant à la section « Notes et références ».
John Hiatt est né le 20 août 1952 à Indianapolis dans l'État de l'Indiana. Il est musicien, auteur-compositeur-interprète américain. Il a excellé dans plusieurs styles : rock, new wave, blues and country. Fait remarquable, il a été nommé onze fois lors de cérémonies de Grammy Awards, entre autres distinctions. Ses chansons ont été reprises par Bob Dylan, Willy DeVille, Linda Ronstadt, Bonnie Raitt, Eric Clapton, B.B. King, Willie Nelson, Joan Baez, Paula Abdul, Buddy Guy, Jimmy Buffett, Mandy Moore, Iggy Pop, Emmylou Harris, Rodney Crowell, Nick Lowe, Jewel, Aaron Neville, Keith Urban, entre autres. L'auteur-compositeur-interprète néerlandaise Ilse DeLange lui a dédié un album intitulé Dear John, reprenant neuf de ses chansons.

## Biographie

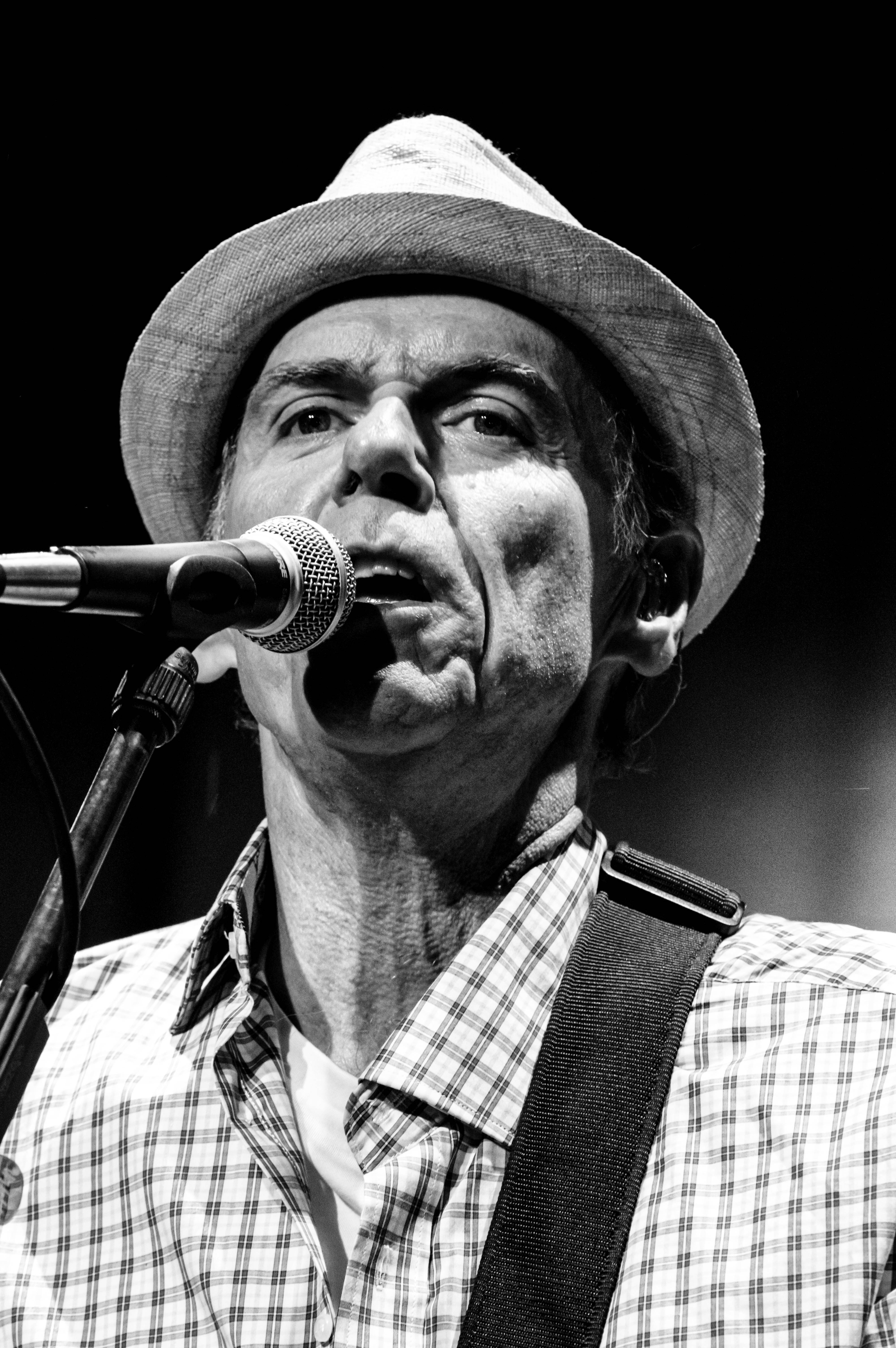
John Hiatt, Zelt-Musik-Festival 2015, Fribourg-en-Brisgau, Allemagne

Ses parents, Robert et Ruth Hiatt, ont un fils aîné avant John, prénommé Michael, qui se suicide à 21 ans ; John n'est alors âgé que de 9 ans. Seulement deux années séparent la mort de son frère et celle de son père, des suites d'une longue maladie. Pour s'évader des malheurs de la vie, John passe son temps devant des courses de Formule 1, écoute du blues, Elvis Presley et Bob Dylan. À 11 ans, il apprend la guitare, et entame sa carrière musicale pendant son adolescence à Indianapolis, jouant dans plusieurs clubs dont le Hummingbird est le plus fréquenté, avec les groupes The Four-Fifths et John Lynch & the Hangmen.
John déménage à Nashville à l'âge de 18 ans et travaille pour 25 $ par semaine dans la société de production de disques Tree-Music Publishing Company, tout comme on a connu Fred Neil travaillant au Brill Building. Lorsque sa chanson Sure As I'm Sitting Here est reprise avec succès par le groupe Three Dog Night et atteint la 16e place dans les classements américains, on demande à John Hiatt, encore incapable de lire ou de composer de la musique, d'enregistrer les 250 chansons écrites pour la société jusque-là. Il devient membre, et l'un des auteurs-compositeurs-interprètes, du groupe White Duck. Celui-ci n'a enregistré qu'un seul album à l'arrivée de John, dont la première apparition a lieu lors de l'enregistrement du deuxième album In Season en 1972.

## Les débuts (1974-1978)
En 1973, John Hiatt rencontre Don Ellis, d'Epic Records, et signe un contrat d'enregistrement. Ainsi sort We Make Spirit : Ellis s'installe à la batterie et Michael Bell occupe la place de second guitariste. C'est cette année-là que John écrit Sure As I'm Sitting Here. L'année suivante, quelques mois plus tard, sort Around the Observatory, un succès critique mais échec commercial. Un an plus tard sort Overcoats, et devant un deuxième échec, John Hiatt rend son contrat à Epic, et reste sans contrat pendant les quatre années qui suivent.

## Les années chez MCA/Geffen (1979-1986)
John Hiatt est embauché par le label MCA en 1979. Les albums sous ce label (en 1979 et 1980) sont également deux échecs commerciaux, sauf aux Pays-Bas. En première partie de concert avec Southside Johnny entre autres, il se construit une solide base de fans. En 1982, John Hiatt signe chez Geffen et sort trois albums de trois styles différents, jusqu'en 1985 : le premier All of a Sudden est produit par Tony Visconti. Le suivant, Riding With the King, sort en 1983, avec trois producteurs : le producteur, compositeur et multi-instrumentiste Scott Mathews, Nick Lowe, et le sculpteur Ron Nagle.
C'est à cette époque que la fille de Johnny Cash, Rosanne Cash, reprend plusieurs compositions de John (It Hasn't Happened Yet atteint la 20e place des meilleures ventes aux États-Unis). En 1983, elle enregistre également un duo avec John : The Way We Make A Broken Heart, retrouvant Scott Mathews et Ron Nagle à la production. Geffen ne parvenant pas à sortir le single, Rosanne le refait sortir en 1987 et ré-enregistre la chanson pour l'occasion. Elle atteint la première place des meilleures ventes aux États-Unis. Toujours travaillant pour Geffen, John enregistre avec Elvis Costello et on commence à l'appeler l'"Elvis Costello américain" ; Bob Dylan reprit le titre The Usual, chanson choisie pour la bande originale du film Hearts of Fire. Devant l'échec des ventes de l'album Warming Up to the Ice Age, malgré la sortie du single avec Elvis, Hiatt doit rendre son contrat.

## Little Village
En 1992, le guitariste Ry Cooder, le bassiste Nick Lowe et le batteur Jim Keltner viennent jouer sur son projet d'album Bring The Family: le disque est une réussite acclamée par la critique. Cinq ans plus tard, les quatre musiciens se réunissent au sein du groupe Little Village, sur un album du même nom. Une tournée suit, qui passe, entre autres, par Paris.

## Le succès (1987-1989)
John Hiatt connaît finalement le succès en 1987 à la sortie de son album Bring the Family : pour cet album, il s'entoure des musiciens Ry Cooder, Nick Lowe et Jim Keltner. Have a Little Faith in Me sera repris par plusieurs artistes, dont Joe Cocker, Jewel, Mandy Moore ou encore Bon Jovi. Thank You Girl connait un succès moyen en radio. Bonnie Raitt reprend Thing Called Love en 1989, hissant la chanson à la 11e place des classements américains. Neuf albums suivent Bring the Family et se classent dans le Billboard 200.
En 1988, John retourne en studio pour enregistrer Slow Turning, premier album à grimper au-delà de la centième place. La chanson du même nom a un succès certain dans le classement des meilleures ventes Mainstream Rock Tracks, mais pas forcément dans les classements commerciaux. En 1989, Jeff Healey reprend Angel Eyes, qui atteint la cinquième place sur le Billboard Hot 100.

## 1990 et au-delà
En 1992, John retrouve Ry Cooder, Jim Keltner et Lowe, et ils se donnent pour l'occasion le nom de Little Village, en référence à un projet de Sonny Boy Williamson II ; l'album ne dépasse pas les ventes du dernier album de Hiatt en solo, et le groupe se sépare après une tournée au succès mitigé. En 1993, pour l'album Perfectly Good Guitar, Hiatt engage des musiciens issus de School of Fish et Wire Train, groupes américains, et le producteur Matt Wallace, connu pour son travail pour Faith No More, groupe que lui recommande vivement son fils de 15 ans à l'époque. Perfectly Good Guitar atteint la 47e place, mais n'est pas assez commercial pour sa maison de disques. L'année suivante sort Hiatt Comes Alive at Budokan?, et l'année suivante, Hiatt est nommé pour une récompense Grammy pour l'album Walk On. Ses fans lui sont fidèles, mais son public ne grandit pas forcément.
En 2000 paraît Crossing Muddy Waters sur le label indépendant Vanguard, d'influence majoritairement bluegrass. La même année, il est reconnu auteur-compositeur et interprète artiste de l'année par un Nashville Music Awards ; l'année suivante, Crossing Muddy Waters est nommé pour une récompense Grammy dans la catégorie folk, avec le guitariste David Immerglück, et le bassiste Davey Faragher. En 2002, John Hiatt interprète plusieurs chansons pour la Bande Originale du film Country Bears des studios Walt Disney.
Sur son album Master of Disaster, Hiatt est accompagné du célèbre bassiste David Hood et du North Mississippi All Stars dont font partie les fils du producteur du disque, Jim Dickinson. L'album connaît de modestes ventes, même s'il fait partie des dix meilleures ventes des classements indépendants et remporte un High Fidelity Review Listener’s Choice Award, lors de la cérémonie des Surround Music Awards, à Beverly Hills, en Californie.
En juillet 2007, les pages du Santa Rosa Press Democrat annoncent que John Hiatt terminerait l'enregistrement d'un album constitué exclusivement de chansons d'amour, titré What Love Can Do. John l'annonce officiellement lors d'un concert en compagnie de Lyle Lovett. Le titre officiel, qui restera, est Same Old Man, annoncé plusieurs fois et reporté, jusqu'à sa sortie, le 27 mai 2008. Le 18 juillet 2008, John Hiatt se produit avec sa fille Lilly lors du Ravinia Outdoor, dans les environs de Chicago, où ils interprètent deux chansons. En 2009, Ry Cooder et Nick Lowe entament une tournée qui passe par la Belgique et la France.

## Discographie

### Albums
- 1974 : Hanging Around The Observatory (Epic Records)
- 1975 : Overcoats (Epic Records)
- 1979 : Slug Line (MCA)
- 1980 : Two Bit Monsters (MCA)
- 1982 : All Of A Sudden (Geffen Records)
- 1983 : Ridin' With The King (Geffen Records)
- 1985 : Warming Up The Ice Age (Geffen Records)
- 1987 : Bring The Family (A&M Records)
- 1988 : Slow Turning (A&M Records)
- 1990 : Stolen Moments (A&M Records)
- 1993 : Perfectly Good Guitar (A&M Records)
- 1994 : Hiatt Comes Alive At Budokan (A&M Records)
- 1995 : Walk On (Capitol)
- 1997 : Little Head (Capitol)
- 2000 : Crossing Muddy Waters (Vanguard)
- 2001 : The Tiki Bar Is Open (Vanguard)
- 2003 : Beneath This Gruff Exterior (New West Records)
- 2003 : Live From Austin Tx 1993   (New West Records)
- 2005 : Master of Disaster (New West Records)
- 2008 : Same old man + DVD (New West Records)
- 2010 : The Open Road (New West Records)
- 2011 : Dirty Jeans and Mudslide Hymns (New West Records)
- 2012 : Mystic Pinball (New West Records)
- 2014 : Terms Of My Surrender (New West Records)
- 2018 : The Eclipse Sessions (New West Records)
- 2021 : Leftover Feelings (with the Jerry Douglas Band) (New West Records)

### Disques promo
- 1985 : Riot with Hiatt : promo King Biscuit FLower Hour (Geffen Records)
- 2003 : Hangin' with Hiatt : promo KFOG Private concert (15/06/03) (New West Records)
- 2006 : Live at the Hiatt (A&M Records, promo Hip-O Select)

### Participations
- 1982 : musiques de Ry Cooder pour le film Police frontière (The Border chez Geffen Records)
- 1985 : musique de Ry Cooder du film Alamo Bay de Louis Malle (Slash Records)
- 1992 : Outward Bound de Sonny Landreth (BMG)
- 1992 : Partners de Flaco Jimenez (Reprise) avec Stephen Stills, Dwight Yoakam, Linda Ronstadt, Ry Cooder, Emmylou Harris, Los Lobos...

## Filmographie Live DVD
- 1987 : Full house (live à Hambourg)
- 1993 : Live from Austin, Texas
- 1997 : Live in Loreley
- 2003 : AVO performances (Basel)